# Ras Dżubi
Ras Dżubi albo Ras Tarfaja (arab. رأس جوبي albo رأس طرفاية) – przylądek w Afryce, na wybrzeżu Oceanu Atlantyckiego, w południowym Maroku, przy granicy z Saharą Zachodnią.
W 1879 Brytyjska Kompania Północno-Zachodniej Afryki utworzyła na przylądku faktorię Port Victoria, ale już w 1895 sprzedała ją sułtanowi Maroka. W 1912 Francja i Hiszpania negocjowały podział stref wpływów w Maroku i w efekcie 29 lipca 1916 Francisco Bens oficjalnie objął na przylądku panowanie w imieniu Hiszpanii. Założone zostało miasto Villa Bens, które obecnie nosi nazwę Tarfaja. W okresie hiszpańskim używano przylądka dla celów poczty lotniczej.
Maroko po uzyskaniu niepodległości i zrzuceniu francuskiego protektoratu upomniało się o ziemie, pozostające pod kontrolą hiszpańską. Po przegranej wojnie o Ifni zabiegało o poparcie międzynarodowe dla swoich roszczeń. W efekcie przylądek Dżubi i Tarfaja w 1958 znalazły się w granicach Maroka. Ifni było pod władzą hiszpańską do 4 stycznia 1969.